# Izydorów
Izydorów – wieś w Polsce położona w województwie łódzkim, w powiecie łaskim, w gminie Widawa.
W latach 1975–1998 miejscowość administracyjnie należała do województwa sieradzkiego.
Według danych ze Spisu powszechnego z 30 września 1921 r. wieś liczyła 94 mieszkańców, w tym 41 mężczyzn i 53 kobiety. Zamieszkiwali oni w 12 budynkach. W tej liczbie wyznania rzymskokatolickiego były 94 osoby, narodowość polską podali wszyscy mieszkańcy.